# Franklin Street
Franklin Street – stacja metra nowojorskiego, na linii 1 i 2. Znajduje się w dzielnicy Manhattan, w Nowym Jorku i zlokalizowana jest pomiędzy stacjami Canal Street i Chambers Street. Została otwarta 1 lipca 1918.